# Tomasz Wieszczycki
Tomasz Witold Wieszczycki (Łódź, 21 dicembre 1971) è un ex calciatore polacco, di ruolo centrocampista.

## Carriera

### Nazionale
Con la Nazionale polacca ha collezionato 11 presenze e 3 gol. Con la nazionale under-23 ha preso parte, vincendo la medaglia d'argento, al torneo di calcio delle Olimpiadi di Barcellona 1992.

## Palmarès

### Club
- Campionato polacco di seconda divisione: 1

1995-1996
- Supercoppa di Polonia: 1

Polonia Varsavia: 2000

### Nazionale
- Argento olimpico: 1

Barcellona 1992